# ردود الأفعال على مقتل جورج فلويد
تنوعت ردود أفعال الأشخاص والمنظمات على مقتل جورج فلويد بتاريخ 25 مايو، 2020، أثناء اعتقاله من قبل شرطة منيابولس. يشمل ذلك عائلته وأصدقائه والسياسيين ومنظمات سياسية أخرى، والشرطة والمؤسسات والشركات الأخرى. تنوعت إلى جانب ذلك أيضًا ردود الأفعال الدولية.

## عائلته وأصدقاؤه
قالت ابنة عم فلويد، تيرا براون، إن الشرطة «كان من المفترض أن تتواجد من أجل الخدمة والحماية ولم أرَ أيًا منهم يرفع إصبعه لفعل أي شيء لمساعدته بينما كان يتوسل من أجل حياته». قال أحد إخوة فلويد: «كان بإمكانهم صعقه بالمسدس أو ضربه بالعصا. بدلًا من ذلك، وضعوا ركبتهم على عنقه وجلسوا عليه واستمروا بذلك. لقد عاملوه أسوأ مما يعاملون الحيوانات». دعا فيلونيز شقيق فلويد من أجل السلام وقال: «الجميع يتألمون حاليًا، ولهذا السبب يحدث هذا، لقد سئمت من رؤية السود يموتون».
عبر صديق فلويد القديم جدًا، لاعب كرة السلة المحترف سابقًا ستيفن جاكسون، عن غضبه وحزنه قائلًا إن مقطع فيديو موت فلويد «قد دمرني». طلبت صديقته، كورتني روس، من المجتمع الرد على موته بطريقة تكرمه قائلةً: «لا يمكنك أن تطفئ النار بالنار. سيحترق كل شيء وقد رأيت ذلك طوال اليوم، الناس كارهون، إنهم كارهون، إنهم غاضبون. ولم يكن ليرغب هو بذلك». قال سيلوين جونز، شقيق والدة فلويد، إن أكثر ما أزعجه هو«سماعه في مكالمة فيديو لأختي».

## سياسيًا

### منيابولس ومينيسوتا

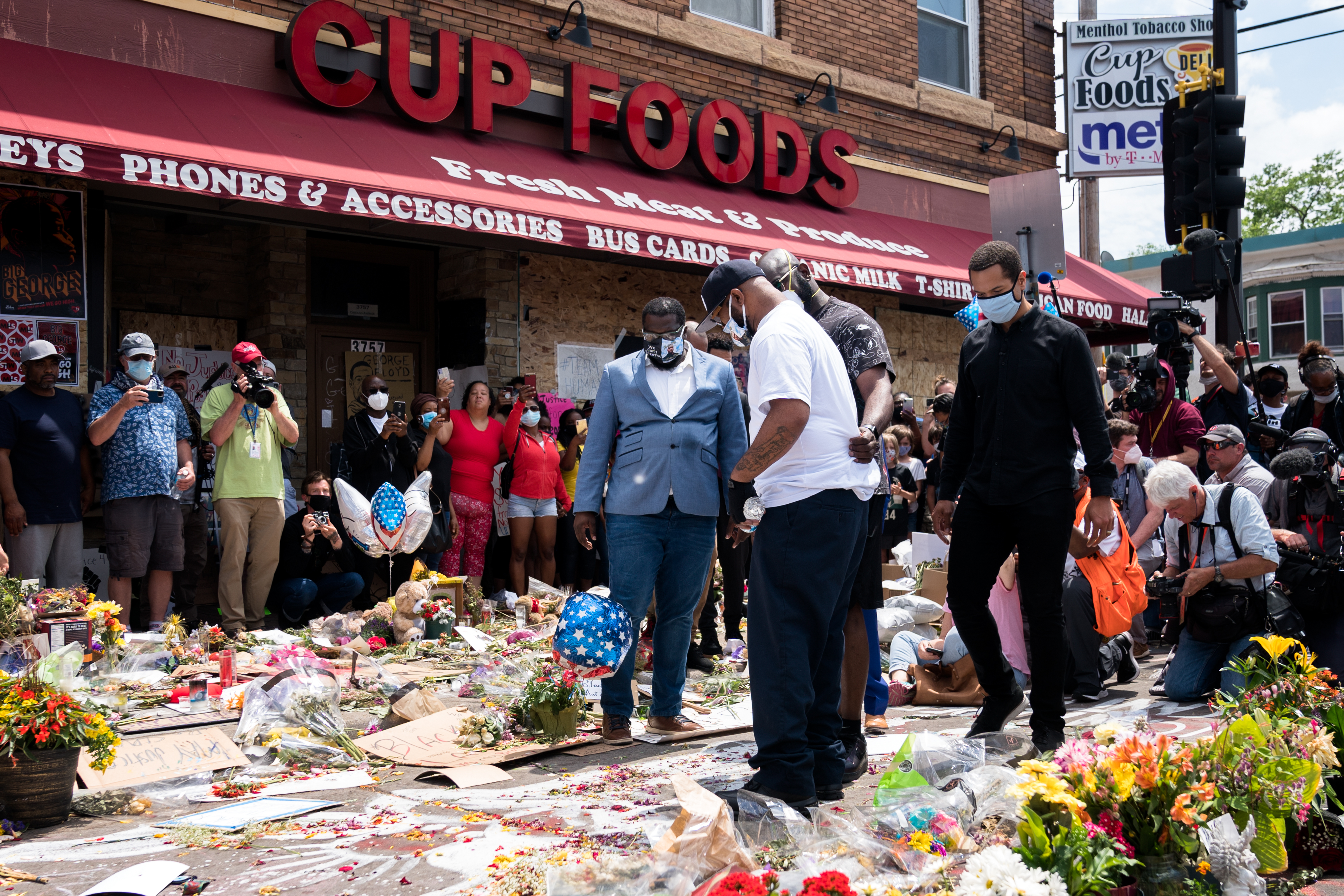
تيرينس فلويد، أخو جورج، يزور المكان الذي قُتل فيه بتاريخ 1 يونيو.

نُقل عن عضو مجلس مدينة منيابولس أندريا جينكيز، الذي نظم احتجاج وارد8 حيث وقعت حادثة وفاة فلويد، قوله: «قلبي يتحطم على هذه الخسارة المأساوية لحياة شخص الليلة الماضية بالقرب من شارع 38 وشيكاغو. ما يزال مجتمعنا يتعرض للصدمات مرارًا وتكرارًا. يجب أن نطالب بالحصول على إجابات». بتاريخ 26 مايو، طالب حاكم مينيسوتا تيم وولز ونائب الحاكم بيغي فلانغان بالعدالة ووصفوا الفيديو بأنه «مزعج». وضح وولز قائلًا: «انعدام الإنسانية في هذا الفيديو أمر مقزز. سنحصل على الإجابات وسنسعى لتحقيق العدالة».
قال عمدة منيابولس جيكوب فري: «لا يجب أن يكون كونك أسودًا حكمًا بالإعدام في أمريكا. شاهدنا لمدة خمس دقائق ضابطًا أبيض يضغط بركبته على عنق رجل أسود... عندما تسمع أحدهم يطلب المساعدة، يُفترض أن تساعده. هذا الضابط فشل بأبسط معاني الإنسانية». بعد يومين من وفاة فلويد علق قائلًا: «إذا فعل معظم الناس، بشكل خاص السود منهم، ما فعله ضابط الشرطة يوم الإثنين الفائت، فإنهم سيكونون حينها وراء القضبان». قال إنه يعتقد أن موت فلويد كان جريمة قتل».
دعت عضوة مجلس النواب إلهان عمر (التي تتضمن مقاطعتها منيابولس) إلى تحقيق فيدرالي وقالت: «من المقزز أن نشاهد هذا الرجل الأسود يُقتل بينما كان يستجدي المساعدة بلا حول ولا قوة». أضافت لاحقًا: «يجب توجيه تهمة القتل إلى الضابط الذي قتل فلويد». ودعت عضوة مجلس الشيوخ تينا سميث والحاكم تيم وولز أيضًا إلى اتخاذ إجراء فوري. ردت عضوة مجلس الشيوخ إيمي كلوبوشار في اليوم التالي قائلةً: «سمعنا مناشداته المتكررة من أجل المساعدة. سمعناه يقول مرارًا وتكرارًا إنه لا يستطيع التنفس. والآن لدينا حالة مرعبة ومؤلمة أخرى لموت رجل أمريكي من أصل أفريقي». دعت إلى الإعلان عن تحقيق كامل وشامل فيما حدث، «وأولئك المتورطين بهذه الحادثة يجب محاسبتهم». من ناحية ثانية، وبصفتها محامية سابقة في مقاطعة هينيبن، انتُقدت بسبب رفضها توجيه تهم جنائية ضد الشرطة خلال وجودها في منصبها لثماني سنوات، بما في ذلك ضد تشوفين؛ وطالب البعض باستقالتها من مجلس الشيوخ.
تعهد تسعة من أعضاء مجلس مدينة منيابولس الثلاثة عشر بتسريح قسم شرطة المدينة خلال تجمع حاشد بتاريخ 7 يونيو، وذلك على الرغم من أن التخفيضات الكبيرة في طاقم الشرطة يمكن أن تتطلب تعديل ميثاق المدينة وقد عبر فري عن معارضته لذلك. بتاريخ 12 يونيو، اعتمد المجلس بالإجماع قرارًا بالبدء بمشروع مدته عام لتطوير «استراتيجيات لبناء نموذج جديد لتعزيز سلامة المجتمع». بعد أن منع مجلس المدينة الشرطة من استخدام كلبشات الخنق، دعا وولز إلى إصلاحات مشابهة في مجتمعات أخرى، ودعا المجلس التشريعي في مينيسوتا إلى جلسة خاصة عن إصلاح الشرطة والمساواة الاقتصادية واقترح مجموعة إصلاحات للشرطة.
بتاريخ 26 يونيو، 2020، وافق مجلس مدينة منيابولس على تعديل ميثاق مقترح لتغيير قسم شرطة منيابولس. صاغ التعديل المقترح أعضاء المجلس وهم جيريميا إليسون، ألوندرا كانو، وكام جوردن، وستيف فليتشر ورئيسة المجلس ليزا بيندر. على الرغم من التعهدات السابقة من قبل أعضاء المجلس «بإقالة» قسم شرطة مينابولس، كشفت ليز نافراتيل مراسلة ستار تريبيون بعد ذلك أن التعديل المقترح، الذي يسمح باستمرار عمل «الضباط المرخصين»، لن يحقق هذا الهدف إذا وافق عليه المصوتون، لكنه فقط سيعيد تسمية قسم شرطة منيابولس ويغير بنيته. بتاريخ 5 أغسطس 2020، أخضعت لجنة ميثاق مدينة منيابولس اقتراح مجلس المدينة إلى فترة مراجعة طويلة وغير معلنة. لم يظهر مقترح مجلس المدينة أيضًا في الاقتراع العام للانتخابات.

### الفيدرالية
أرسل الرئيس ترامب تعازيه بتاريخ 28 مايو عبر تويتر، قائلًا إنه طلب من مكتب التحقيقات الفيدرالي إجراء تحقيق شامل. أضاف قائلًا: «قلبي ينفطر على عائلة جورج وأصدقائه. ستتحقق العدالة!». وصف ترامب أيضًا مقتل فلويد بأنه «حزين ومأساوي».
ندد الرئيس ترامب بتاريخ 29 مايو بأعمال الشغب والعنف والنهب التي حدثت خلال الاحتجاجات التي عمت أرجاء البلاد مغردًا عبر تويتر: «هؤلاء المجرمين يسيئون لذكرى جورج فلويد، ولن أسمح لذلك أن يحصل. تحدثت منذ قليل إلى الحاكم تيم وولز وأخبرته إن الجيش يقف إلى جانبه. عند مواجهة أي صعوبة سنتولى السيطرة لكن عندما يبدأ النهب، سيبدأ إطلاق النار. وشكرًا». بتاريخ 1 يونيو، وردًا على الاحتجاجات المستمرة، هدد الرئيس ترامب بنشر الجيش من خلال تنفيذ قانون الانتفاضة لعام 1807.
عبر سفراء الولايات المتحدة في الجمهوريات الديمقراطية للكونغو وكينيا وتانزانيا والصين عن قلقهم وأدانوا القتل.
بتاريخ 13 يونيو، وضعت السفارات الأمريكية في سيئول وكوريا الجنوبية لافتة كبيرة تقول «حياة السود مهمة - Black Lives Matter» لإظهار «دعمنا لمحاربة الظلم العنصري ووحشية الشرطة بينما نسعى لنكون مجتمعًا أكثر شمولية وعدالة».
قُدمت الاقتراحات من قبل كتلة السود في الكونغرس وفي مجلس الشيوخ من قبل تيم سكوت من ساوث كارولينا، الجمهوري الوحيد من عرق أسود، لعنونة إصلاحات الشرطة. فشل مشروع القانون في مجلس الشيوخ بالوصول إلى مجلس النواب. أُقر مشروع قانون مجلس النواب بتاريخ 25 يونيو بدعم من ثلاثة أعضاء جمهوريين في مجلس النواب.